# Potoki (powiat tomaszowski)
Potoki – wieś (dawniej miasto) w Polsce położona w województwie lubelskim, w powiecie tomaszowskim, w gminie Lubycza Królewska.
Wieś królewska Potok położona na przełomie XVI i XVII wieku w województwie bełskim. Potoki uzyskały lokację miejską przed 1763 rokiem, zdegradowane po 1789 roku. Miasto Potok należało do uposażenia wojewodów bełskich. 
Wieś jest sołectwem w gminie Lubycza Królewska. W skład sołectwa wchodzi także osada Dęby. Według Narodowego Spisu Powszechnego z roku 2011 wieś liczyła 160 mieszkańców.
| SIMC    | Nazwa      | Rodzaj    |
| ------- | ---------- | --------- |
| 0991580 | Miasteczko | część wsi |
| 0892990 | Puńki      | część wsi |

W latach 1975–1998 miejscowość należała administracyjnie do województwa zamojskiego.
Wierni Kościoła rzymskokatolickiego należą do parafii Matki Bożej Różańcowej w Lubyczy Królewskiej.